# Ricardo Ferretti
Ricardo Ferretti de Oliveira, mais conhecido como Tuca Ferreti ou simplesmente Tuca (Rio de Janeiro, 22 de fevereiro de 1954), é um treinador e ex-futebolista brasileiro naturalizado mexicano que atuava como meio-campista. Atualmente trabalha na ESPN do México.

## Carreira
Tuca começou como jogador no Botafogo, time onde seu irmão Fernando Ferretti (o Ferretti) fez história como atacante. Em seguida teve passagens por CRB, CSA, Vasco, Bonsucesso e posteriormente se mudou para o México, país onde conquistou seu maiores êxitos tanto como jogador como treinador. Sua carreira como jogador no México se iniciou no Atlas durando uma temporada, mas o ano do clube não foi bom e após o rebaixamento do Atlas para a segunda divisão Tuca foi contratado pelo Pumas, clube onde marcou história conquistando títulos como jogador. Após algumas temporadas no Pumas, deixou o clube e teve passagens por Deportivo Neza, Monterrey e em sequência foi para o Toluca time no qual após três temporadas seria o seu último clube na carreira como jogador aos 36 anos. E em seu último ano de carreira como jogador foi convidado pelo então treinador do Pumas, Miguel Mejía Barón para ser auxiliar técnico, e o que parecia ser uma nova jornada na carreira profissional de Tuca, se tornou mais um momento marcante na carreira do Tuca jogador, na história do Pumas e na história do campeonato mexicano, pois numa partida contra o América marcou um golaço de falta que ficou conhecido como "Tucazo".
No mesmo Pumas iniciou a carreira de treinador, depois passando por Chivas Guadalajara, Tigres, Toluca, Monarcas Morelia, um breve retorno ao Tigres, uma nova passagem pelo Pumas por mais algumas temporadas e após deixar o Pumas, voltou ao comando do Tigres e dessa vez para se firmar na história do clube, sendo eleito o melhor treinador do Campeonato Mexicano 2010–11.
Tuca também é conhecido por ser um treinador extremamente rígido e também por seu temperamento explosivo, como em uma coletiva de imprensa em 2016 quando discutiu com um repórter.
Além de Fernando Ferreti, Tuca também é irmão de Bruno Ferreti, meia que também jogou no Botafogo.

## Estatísticas
Até 3 de fevereiro de 2021
| Equipe    | De    | Até   | Estatísticas | Estatísticas | Estatísticas | Estatísticas | Estatísticas | Estatísticas | Estatísticas | Estatísticas |
| Equipe    | De    | Até   | PJ           | PG           | PE           | PP           | GF           | GC           | GD           | Rendimento   |
| --------- | ----- | ----- | ------------ | ------------ | ------------ | ------------ | ------------ | ------------ | ------------ | ------------ |
| Pumas     | 1991  | 1996  | 217          | 81           | 63           | 73           | 327          | 266          | (+61)        | 47.01%       |
| Chivas    | 1996  | 2000  | 196          | 88           | 55           | 53           | 307          | 227          | (+80)        | 54.25%       |
| Tigres    | 2000  | 2003  | 121          | 51           | 36           | 34           | 163          | 137          | (+26)        | 52.07%       |
| Toluca    | 2003  | 2004  | 80           | 40           | 14           | 26           | 137          | 102          | (+35)        | 55.83%       |
| Monarcas  | 2005  | 2005  | 40           | 17           | 9            | 14           | 59           | 51           | (+8)         | 50%          |
| Tigres    | 2006  | 2006  | 27           | 10           | 10           | 7            | 39           | 33           | (+6)         | 49.39%       |
| Pumas     | 2006  | 2010  | 179          | 64           | 58           | 57           | 237          | 188          | (+49)        | 46.55%       |
| Tigres    | 2010  | 2021  | 530          | 246          | 159          | 125          | 814          | 517          | (+297)       | 56.42%       |
| Juárez    | J2021 | 2022  | 34           | 7            | 6            | 21           | 24           | 53           | (-29)        | 26.47%       |
| Cruz Azul | 2023  | 2023  | 17           | 5            | 4            | 8            | 16           | 22           | (-6)         | 37.25%       |
| Total     | Total | Total | 1401         | 601          | 405          | 395          | 2097         | 1540         | (+557)       | 52.54%       |

- Seleção

| Equipe            | De    | Até   | Estatísticas | Estatísticas | Estatísticas | Estatísticas | Estatísticas | Estatísticas | Estatísticas | Estatísticas |
| Equipe            | De    | Até   | PJ           | PG           | PE           | PP           | GF           | GC           | GD           | Rendimento   |
| ----------------- | ----- | ----- | ------------ | ------------ | ------------ | ------------ | ------------ | ------------ | ------------ | ------------ |
| México (Interino) | 1993  | 1993  | 1            | 1            | 0            | 0            | 1            | 0            | (+1)         | 100%         |
| México (Interino) | 2015  | 2015  | 4            | 2            | 2            | 0            | 9            | 7            | (+2)         | 66.67%       |
| México (Interino) | 2018  | 2018  | 6            | 1            | 0            | 5            | 4            | 12           | (-8)         | 16.67%       |
| Total             | Total | Total | 11           | 4            | 2            | 5            | 14           | 19           | (-5)         | 42.42%       |

## Títulos

### Como jogador
Pumas
- Primera División Mexicana: 1980-81, 1990-91
- Copa Interamericana: 1981
- Liga dos Campeões da CONCACAF: 1980, 1982

Toluca
- Copa México: 1988-89

### Como treinador
Chivas Guadalajara
- Primera División de México: Verano 1997

Toluca
- Campeon de Campeones: 2003
- Liga dos Campeões da CONCACAF: 2003

Pumas
- Primera División de México: Clausura 2009

Tigres
- Liga MX: Apertura 2011, Apertura 2015, Apertura 2016, Apertura 2017, Clausura 2019
- Copa MX: Clausura 2014
- Campeon de Campeones: 2016, 2017 e 2018
- InterLiga: 2006
- CONCACAF Champions League: 2020
- Campeones Cup: 2018

México
- Copa CONCACAF: 2015

### Prêmios
- Melhor Treinador do Campeonato Mexicano: 2010-11